# 제임스 블레이크 (음악가)

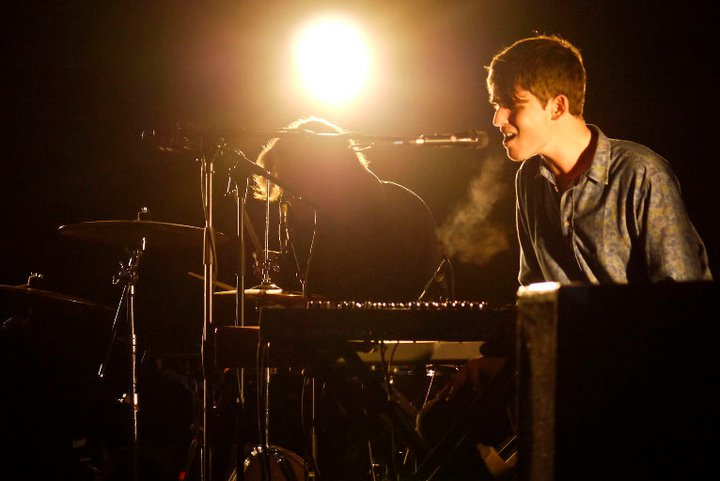

제임스 블레이크 리더랜드(James Blake Litherland, 1988년 9월 26일 ~ )는 제임스 블레이크라는 이름으로 알려진 영국의 전자 음악 제작자이자 싱어송라이터이다. 2011년 영국 그의 이름을 딴 데뷔 앨범이 발매됐고 그해 머큐리상 후보로 올라왔다. 그의 두번째 앨범 Overgrown은 2013년 머큐리상을 수상했다.리믹스 음원을 발매할 때는 Harmonimix라는 이름으로도 활동한다.

## 생애
런던 북부의 엔필드에서 자라난 제임스 블레이크는
어렸을 적부터 고전적인 방식의 피아노를 배우며 자랐다. 17살 때 덥스텝의 형성지라고 불린 FWD>> 클럽을 찾았다가 최초로 덥스텝을 접하게 되었고, 이후 본격적으로 일렉트로닉 음악에 관심을 갖게 된다. The Latymer School을 다니며 자신의 방에서 음악들을 만들기 시작했고, 런던 대학교의 골드스미스에 가서는 Katy B, Ifan Dafydd와 더불어 대중 음악을 전공하였다. 2009년 7월 그의 침실에서 곡을 녹음하여 12인치 레코드판 "Air & Lack Thereof"를 내면서 공식적인 음악 활동을 시작했다. 햄록(Hemlock)레이블로 나온 확장된 분량의 음반은 BBC라디오 채널1의 디스코 쟈키 글레스 피터슨(Gilles Peterson)에게 관심을 받게 되었다. 앨범을 발매된 직후 블레이크는 피터슨의 국제적인 방송에 초청받게 된다. 블레이크는 특별 믹스를 방송에 공개하였다. 또한 그가 참가한 마운트 킴비(Mount Kimbie)의 독점곡또한 방송되었다.
2010년에는 동료 일렉트로니카 듀오 뮤지션 Mount Kimbie의 투어 공연에 몇 번 참여한다. 그 해 3월에는 2번째 EP인 "The Bells Sketch"를, 그가 런던 골드스미스 대학에 대중음악전공으로 학교를 다닐쯤에는 2학년 작곡숙제로 4번째 EP인 "Klavierwerke"를 발매하였다. 그가 9월에 앨범을 냈을쯤에는 이미 학교의 과정에 흥미를 잃고 있었다.
2010년 5월에는 R&S음반사에서 나온 3번째 EP인 "CMYK"를 발매한다. CMYK곡은 BBC 라디오1의 DJ인 닉 그림소우(Nick Grimshaw)에게서 이번주의 음악으로 선정되었었다. 또한 다른 DJ로부터 방송이 되었다.
2010년 11월 28일 파이스트의 리마인더(The Reminder) 앨범의 노래를 커버한 "Limit To Your Love" 싱글을 영국에서 발매한다. 이곡은 영국 싱글차트에서 47위로 데뷔한다. 2010년 9월 29일 프로듀서 제인로웨(Zane Lowe)는 이곡을 세상에서 가장 화끈한 노래중 하나로 선정한다. 블레이크는 매년 가장 성공적인 음악가를 투표로 선정하는 BBC의 사운드 오브 2011에서 후보로 등록되었다. 결국 그는 2위를 달성하였으며 그의 아래순위론 백신즈,제이미윤(Jamie Woon), 클레어 맥과어이(Clare Maguire)가 따라왔다. 2010년 12월 15일 싱어송라이터 제시 J를 이은 2위에 있는 그는 "비평가의 선택"부분에 채택되었다. 길리페더슨(Gilles Peterson)의 월드와일드 음악상에 제임스블레이크 곡 "CMYK"은 올해의 2010년 싱글앨범 부분을 수상하였다. 그외 프론티어 차리스트(Frontier Psychiatrist's)의 올해의 40곡중 "CMYK"를 포함한 블레이크의 작품들이 24위로 2010년의 음악목록에 채택되었다.
다음 해 2011년 2월 7일에는 셀프 타이틀 데뷔 앨범인 James Blake를 발매한다. 같은 해 3월 7일에는 앨범의 두 번째 싱글인 "The Wilhelm Scream"을 발매하며, 이 싱글에는 두 개의 B-사이드 트랙이 포함되어 있다.

## 음반

### 정규 앨범
| 타이틀                        | 발매일         | 레이블                    |
| ----------------------------- | -------------- | ------------------------- |
| James Blake                   | 2011년 2월 4일 | ATLAS, A&M, Polydor       |
| Overgrown                     | 2013년 4월 8일 | Polydor, Republic Records |
| Overgrown                     | 2016년         |                           |
| Assume Form                   | 2019년         |                           |
| Friends That Break Your Heart | 2021년         |                           |
| Playing Robots into Heaven    | 2023년         |                           |

### EP
| 연도 | 타이틀                  | 발매일          | 레이블         |
| ---- | ----------------------- | --------------- | -------------- |
| 2010 | The Bells Sketch        | 2010년 3월 8일  | Hessle Audio   |
| 2010 | CMYK                    | 2010년 5월 31일 | R&S Records    |
| 2010 | Klavierwerke            | 2010년 9월 27일 | R&S Records    |
| 2011 | Enough Thunder          | 2011년 10월 7일 | ATLAS, Polydor |
| 2011 | Love What Happened Here | 2011년 12월 6일 | R&S Records    |

### 싱글
| 연도 | 타이틀                                          | 앨범           |
| ---- | ----------------------------------------------- | -------------- |
| 2009 | "Air & Lack Thereof"                            | 싱글 Only      |
| 2010 | "Pembroke" (with Airhead)                       | 싱글 Only      |
| 2010 | "Limit To Your Love"                            | James Blake    |
| 2011 | "The Wilhelm Scream"                            | James Blake    |
| 2011 | "Lindisfrane / Unluck"                          | James Blake    |
| 2011 | "Order / Pan"                                   | 싱글 Only      |
| 2011 | "Fall Creek Boys Choir" (with 본 이베어) (2011) | Enough Thunder |
| 2011 | "A Case of You"                                 | Enough Thunder |
| 2013 | "Retrograde"                                    | Overgrown      |
| 2013 | "Voyeur"                                        | Overgrown      |

Harmonimix
- "Confidence Boost" (with Trim) (2012)

### 리믹스
| 연도 | 아티스트     | 곡                       | 설명                   |
| ---- | ------------ | ------------------------ | ---------------------- |
| 2009 | Untold       | "Stop What You're Doing" | 제임스 블레이크 리믹스 |
| 2010 | Mount Kimbie | "Maybes"                 | 제임스 블레이크 리믹스 |
| 2013 | Mala         | "Changes"                | Harmonimix 리믹스      |